# WTFPL
WTFPL（Do What The Fuck You Want To Public License，中文译名：你他妈的想干嘛就干嘛公共许可证）是一种不太常用的、极度放任的自由软件许可证。它的条款基本等同于贡献到公有领域。此许可证在2000年3月发布的1.0版，是 Banlu Kemiyatorn撰写，最初是供Window Maker的美工品使用。一位自2007年4月7日到2008年4月16日任Debian项目领导的法国程序员桑·奥塞瓦撰写了2.0版本。它允许根据任何条款修改和再发布软件——许可证鼓励他们“想干嘛就干嘛”。该许可证已被自由软件基金会认证为兼容GPL的自由软件许可证。

## 条款
许可证文本：
```
           DO WHAT THE FUCK YOU WANT TO PUBLIC LICENSE
                   Version 2, December 2004

Copyright (C) 2004 Sam Hocevar <sam@hocevar.net>

Everyone is permitted to copy and distribute verbatim or modified
copies of this license document, and changing it is allowed as long
as the name is changed.

           DO WHAT THE FUCK YOU WANT TO PUBLIC LICENSE
  TERMS AND CONDITIONS FOR COPYING, DISTRIBUTION AND MODIFICATION

 0. You just DO WHAT THE FUCK YOU WANT TO.
```

-{zh-hans:译文：

```
         你他妈的想干嘛就干嘛公共许可证
              第二版，2004年12月

版权所有(C) 2004 桑·奥塞瓦<sam@hocevar.net>

任何人都有复制与发布本协议的原始或修改过的版本的权利。
若本协议被修改，须修改协议名称。

         你他妈的想干嘛就干嘛公共许可证
             复制、发布和修改条款

 0. 你他妈的想干嘛就干嘛。
```

;zh-hant:譯文：

```
         你他媽的想幹嘛就幹嘛公用認證
              第二版，2004年12月

版權所有 (C) 2004 桑·奧塞瓦 <sam@hocevar.net>

任何人都有權限複製與發佈本認證的原始或修改過的版本。
若要修改本認證，須修改認證名稱。

         你他媽的想幹嘛就幹嘛公用認證
             複製、發佈和修改條款

 0. 你他媽的想幹嘛就幹嘛。
```

}-

## 第一版协议文本
```
        do What The Fuck you want to Public License
              Version 1.0, March 2000
        Copyright (C) 2000 Banlu Kemiyatorn (]d).
        136 Nives 7 Jangwattana 14 Laksi Bangkok
        Everyone is permitted to copy and distribute verbatim copies
        of this license document, but changing it is not allowed.
        Ok, the purpose of this license is simple
        and you just
        DO WHAT THE FUCK YOU WANT TO.
```

译文：
```
        你他妈想干嘛就干嘛公共许可证
              第一版，2000年5月
        版权所有 （C） 2000 Banlu Kemiyatorn (]d)
        136 Nives 7 Jangwattana 14 Laksi Bangkok
        任何人都被授权去复制并分发本协议的版本，但无权修改。
        Ok，本协议的目的很简单，就是
        你他妈想干嘛就去干嘛。
```

## 使用
WTFPL很少被使用——至少从使用该名称来看，但也有一些软件已采用它来发布。该许可证也可用于美工作品和书面材料。一份自由软件目录Freecode含有一份采用WTFPL许可的软件或美工作品的特殊分类，截至2014年6月含有39条记录，其中两条是该许可证2.0版作者桑·奥塞瓦的作品。Potlatch，OpenStreetMap项目的在线编辑器，采用WTFPL发布。762 Studios libsst和ZSTL也都以WTFPL第2.0版发布，一个客户端处加密的剪贴板øbin也在用它。